# David Mulligan
Pour les articles homonymes, voir Mulligan.
David Mulligan, né le 24 mars 1982 à Liverpool, est un footballeur international néo-zélandais évoluant au poste de milieu de terrain, il peut jouer également au poste de défenseur.

## Biographie
Il commence sa carrière professionnelle en 2001 avec Barnsley FC. Il est titulaire ses deux premières saisons, mais perd sa place lors de la saison 2003-2002. Il quitte le club en cours de saison, il retrouve 5 mois plus tard les terrains avec les Doncaster Rovers. En 2006 il refuse une nouvelle offre de Doncaster. Il rejoint alors Scunthorpe United. Il est prêté un mois à Grimsby Town puis rejoint comme joueur libre Port Vale Football Club en janvier 2008 mais ne reçoit pas de prolongation de contrat à la fin de la saison. Il part pour la Nouvelle-Zélande et le club Wellington Phoenix où il rejoint son sélectionneur, Ricki Herbert. Il ne joue que 3 matches en deux saisons. Une nouvelle fois son contrat n'est pas renouvelé.
Il est sélectionné pour la première fois en équipe de Nouvelle-Zélande de football en 2002 et fait partie du groupe des vingt-trois sélectionnés pour la coupe du monde de football de 2010.